# Osiguravajuće društvo
Osiguravajuće društvo je pravna osoba koja temeljem odobrenja nadležnog tijela obavlja poslove osiguranja. Osnovna svrha osiguravajućeg društva je preuzimanje rizika od osiguranika u slučaju budućeg, neizvjesnog rizika, za što naplaćuje određenu cijenu koja se naziva premijom osiguranja. Premiju osiguranja određuju samostalno temeljem procjenjenog rizika od nastanka štetnog događaja koji se osigurava.
Društvo za osiguranje s osiguranicima sklapa ugovor o osiguranju koji se zove polica osiguranja. Društva se mogu baviti životnim i/ili neživotnim osiguranjima.
U Hrvatskoj nadležno tijelo za poslove osiguranja je Hrvatska agencija za nadzor financijskih usluga. HANFA, uz svoje ostale dužnosti, određuje uvjete za osnivanje i prestanak postojanja osiguravajućih društava.
Na tržištu osiguranja u Hrvatskoj posluje ukupno 14 društava za osiguranje, od čega:
- 2 društva obavljaju usluge životnog osiguranja,
- 4 društva obavljaju usluge neživotnog osiguranja te
- 8 društava obavlja usluge neživotnog i životnog osiguranja (složeno).